# 杉山正樹 (競艇選手)
杉山 正樹（すぎやま まさき、1979年9月25日 - ）は、愛知県出身の競艇選手。登録番号4084。身長168cm。血液型O型。87期。愛知支部所属。

## 来歴
2000年11月常滑競艇場走でデビュー（節間成績 6・4・6・5・6・S）。
2006年4月常滑競艇場・周年記念で整備規程違反を犯してしまい、1か月の出場停止処分、更に、1年間のSG及び（全国発売の）G1戦に出場できないペナルティーが課せられ、自身最後の2007年新鋭王座決定戦への出場機会を失う。
2006年8月27日蒲郡競艇場・一般競走でイン逃げで初優勝。

## 人物・エピソード
- 小学校から高校まではサッカーをやっていた。
- 高校時代に競艇場のペアボートに試乗し、同乗した選手に全速で走ってもらったところ転覆したという経験を持っている。
- 本栖研修所にいた頃、彼女から毎日のように手紙が届き、杉山は週に1回返す程度だったが、1年余りの間にやりとりした手紙の数は400通以上になった。その彼女が現在の妻である。
- 持ちペラ制度時代は、上島久男率いるプロペラグループ「B-DASH」に所属していた。